# والتر وایس
والتر وایس (به آلمانی: Walter Weiß) (۵ سپتامبر ۱۸۹۰، ۲۱ دسامبر ۱۹۶۷) یک نظامی آلمانی در دوره رایش سوم و از فرماندهان واحدهای مختلف ورماخت در طول جنگ جهانی دوم بود.

## فعالیت‌ها
وی در تیلسیت در پروس خاوری زاده شد. در ۱۹ مارس ۱۹۰۸ به ارتش پیوست. با شروع جنگ جهانی دوم از فرماندهان ارتش در تهاجم به لهستان بود. در ۱۵ ژانویه ۱۹۴۰ فرمانده لشکر بیست و ششم پیاده‌نظام شد. این لشکر بخشی از گروه ارتش شمالی بود که در عملیات بارباروسا شرکت داشت. در ۳ فوریه ۱۹۴۳ فرماندهی ارتش دوم را به دست گرفت. در ۱۲ مارس ۱۹۴۵ فرمانده گروه ارتش شمال شد.با پایان جنگ دستگیر شد و در زندان آمریکایی‌ها نگهداری شد تا این که در سال ۱۹۴۸ آزاد شد.